# Подднестряны
Подднестряны (укр. Піддністряни) — село в Ходоровской городской общине Стрыйского района Львовской области Украины.
Население по переписи 2001 года составляло 755 человек. Занимает площадь 0,97 км². Почтовый индекс — 81722. Телефонный код — 3239.